# Maxence Caqueret
Maxence Caqueret (sinh ngày 15 tháng 7 năm 2000) , là một cầu thủ bóng đá chuyên nghiệp người Pháp chơi ở vị trí Tiền vệ cho câu lạc bộ Lyon tại Ligue 1.
Trưởng thành từ lò đào tạo của Lyon, Caqueret có trận ra mắt đội 1 của Lyon trong năm 2019, tuy nhiên đến tận năm 2020, anh mới thường xuyên có cơ hội thể hiện mình với câu lạc bộ và nhanh chóng giành được xuất đá chính sau những màn thể hiện ấn tượng tại vòng knockout của UEFA Champions League 2019-20. Tại Ligue 1 mùa 2020-21, Caqueret đã nằm trong danh sách rút gọn 5 cầu thủ trẻ xuất sắc nhất mùa và chỉ để thua Aurélien Tchouaméni của Monaco.
Được đánh giá là 1 trong những tiền vệ tiềm năng nhất của bóng đá Pháp, Caqueret đã được triệu tập lên tất cả các cấp đội trẻ của Đội tuyển bóng đá quốc gia Pháp và đã có tổng cộng 74 lần ra sân tính đến thời điểm tháng 7 năm 2022.

## Thống kê sự nghiệp
Tính đến ngày 21 tháng 5 năm 2022
| Câu lạc bộ          | Mùa giải            | Giải vô địch        | Giải vô địch | Giải vô địch | Cúp quốc gia | Cúp quốc gia | Cúp liên đoàn | Cúp liên đoàn | Châu Âu | Châu Âu | Khác | Khác | Tổng cộng | Tổng cộng |
| Câu lạc bộ          | Mùa giải            | Hạng đấu            | Trận         | Bàn          | Trận         | Bàn          | Trận          | Bàn           | Trận    | Bàn     | Trận | Bàn  | Trận      | Bàn       |
| ------------------- | ------------------- | ------------------- | ------------ | ------------ | ------------ | ------------ | ------------- | ------------- | ------- | ------- | ---- | ---- | --------- | --------- |
| Lyon                | 2018–19             | Ligue 1             | 0            | 0            | 2            | 0            | 0             | 0             | 0       | 0       | —    | —    | 2         | 0         |
| Lyon                | 2019–20             | Ligue 1             | 8            | 0            | 2            | 1            | 3             | 0             | 3       | 0       | —    | —    | 16        | 1         |
| Lyon                | 2020–21             | Ligue 1             | 29           | 0            | 4            | 0            | —             | —             | —       | —       | —    | —    | 33        | 0         |
| Lyon                | 2021–22             | Ligue 1             | 31           | 0            | 0            | 0            | —             | —             | 8       | 0       | —    | —    | 39        | 0         |
| Lyon                | Tổng cộng           | Tổng cộng           | 68           | 0            | 8            | 1            | 3             | 0             | 11      | 0       | —    | —    | 90        | 1         |
| Tổng cộng sự nghiệp | Tổng cộng sự nghiệp | Tổng cộng sự nghiệp | 68           | 0            | 8            | 1            | 3             | 0             | 11      | 0       | 0    | 0    | 90        | 1         |

1. ↑  Bao gồm Cúp bóng đá Pháp
2. ↑  Bao gồm Cúp Liên đoàn bóng đá Pháp
3. ↑  Số lần ra sân tại UEFA Champions League
4. ↑  Số lần ra sân tại UEFA Europa League

## Danh hiệu
Lyon
- Á quân Cúp Liên đoàn bóng đá Pháp: 2019–20 [3]